# Чеченський кінофестиваль

Російська афіша заходу в Москві

Фестиваль документальних фільмів «Чечня» (англ. Chechnya Film Festival) — кінофестиваль, який у 2003 році поетапно проводився в чотирьох містах світу: в червні — у Лондоні, 15-18 вересня у Вашингтоні, 23-25 вересня у Нью-Йорку, та частково в Москві з 1 по 4 жовтня.
З ініціативи найбільших міжнародних правозахисних організацій фільми про Чечню, зняті російськими та іноземними документалістами і телерепортерами, демонструвалися в червні в Лондоні під час державного візиту Володимира Путіна, покази в Нью-Йорку і Вашингтоні були приурочені до російсько-американського саміту, а московський етап фестивалю мав пройти напередодні виборів президента Чечні, та був частково зірваний через тиск з боку ФСБ .

## Історія фестивалю
Кінофестиваль «Чечня» відбувся в Лондоні в Інституті сучасного мистецтва в червні 2003 року за підтримки консорціуму груп з прав людини, до складу якого входили «Міжнародна амністія», «Г'юман Райтс Вотч», Міжнародна Гельсінська Федерація з прав людини та Міжнародний фонд громадянських свобод.
Метою заходу було довести конфлікт в Чечні до відома британської громадськості та політиків, показавши їм найкращі фільми, зняті з приводу цього конфлікту. Групи з захисту прав людини також скористалися нагодою, щоб вимагати, аби прем'єр-міністр Тоні Блер підняв питання про порушення прав людини в Чечні з президентом Путіним. Подія збіглася з державним візитом президента Путіна у Велику Британію й допомогла зосередити громадську та політичну увагу засобів масової інформації про конфлікт у Чечні.
У вересні 2003 року фестиваль переїхав до Сполучених Штатів Америки і саме припав на візит президента Путіна до Організації Об'єднаних Націй в Нью-Йорку, а також його відвідин у Кемп-Девіді президента Джорджа Буша-молодшого. У США захід спонсорували «Міжнародна амністія», Міжнародний фонд громадянських свобод, Міжнародна Гельсінкська Федерація з прав людини та Фонд і меморіал Сахарова. Знову ж таки, були сигнали від груп із захисту прав людини для президента Буша, щоб той використав візит президента Путіна й застосував міжнародний тиск стосовно російського лідера через порушення прав людини в Чечні .
На початку жовтня кінофестиваль мав проходити в російській столиці. 30 вересня 2003 року Кіноцентр, який мав надати своє приміщення для демонстрації фільмів у рамках фестивалю, повідомив організаторів заходу, що розриває з ними договір і готовий повернути отримані від них кошти. Попри відмову московського Кіноцентру брати участь у заході, відкриття кінофестивалю «Чечня» відбулося, як і планувалося, 1 жовтня в Музеї та громадському центрі імені Андрія Сахарова. Всі фільми, заплановані до показу в Кіноцентрі, демонструватимуться в дні кінофестивалю в Сахаровському центрі, в залі на 90 місць. До московського оргкомітету входили такі правозахисні організації, як «Меморіал», Московська Гельсінська група та Союз комітетів солдатських матерів.

## Програма фестивалю
Програму кінофестивалю складав 21 фільм, 12 з яких — російські, решта — виробництва Франції, США, Великої Британії, Польщі та Нідерландів .
Список фільмів-учасників кінофестивалю:
| №  | Назва українською                                          | Оригінальна назва                                         | Рік  | Країна                   | Режисер                         | Джерело       |
| -- | ---------------------------------------------------------- | --------------------------------------------------------- | ---- | ------------------------ | ------------------------------- | ------------- |
| 1  | «Замах на Росію»                                           | «Assassination of Russia»                                 | 2002 | Франція                  | Жан-Шарль Деньє                 | [ 4 ] [ 5 ]   |
| 2  | «Чеченська колискова»                                      | «Il était une fois la Tchétchénie»                        | 2001 | Франція                  | Ніно Кіртадзе                   | [ 6 ]         |
| 3  | «Терор у Москві»                                           | «Terror in Moscow»                                        | 2003 | Франція, Велика Британія | Ден Рід                         | [ 7 ] [ 8 ]   |
| 4  | «Убивство з міжнародної згоди»                             |                                                           | 2003 | Польща                   | Кристина Курчаб-Редліх          | [ 9 ]         |
| 5  | «Танцюй, Грозний, танцюй!»                                 | «Dans, Grozny, Dans»                                      | 2002 | Нідерланди               | Йос де Путтер                   | [ 10 ] [ 11 ] |
| 6  | «Справжні історії: Війна Бабіцького»                       | «True Stories: Babitsky's War»                            | 2000 | Велика Британія          | Поль Юль                        | [ 12 ]        |
| 7  | «ГЛУХИЙ КУТ: Забуті війни Росії»                           | «DEADLOCK: Russia's Forgotten War»                        | 2002 | США                      |                                 | [ 13 ]        |
| 8  | «Вітання з Грозного»                                       | «Greetings From Grozny»                                   | 2002 | США                      | Пол Мітчелл, Таня Рашманова     | [ 14 ] [ 15 ] |
| 9  | «Помираючи за президента»                                  | «Dying for the President»                                 | 2000 | Велика Британія          | Карла Ґарапедян                 | [ 16 ] [ 17 ] |
| 10 | «Недитячі історії»                                         | «Недетские истории»                                       | 2000 | Росія                    | Зара Імаєва                     | [ 18 ]        |
| 11 | «Моє місто Грозний»                                        | «Город мой Грозный»                                       | 1998 | Росія                    | Іналбек Шеріпов                 | [ 19 ] [ 20 ] |
| 12 | «Кавказький синдром»                                       | «Кавказский синдром»                                      | 2000 | Росія                    | Наталья Сергеєва                | те ж          |
| 13 | «Московські канікули»                                      | «Московские каникулы»                                     | 2002 | Росія                    | Євгеній Григор'єв               | те ж          |
| 14 | «Північний вітер. Сімейні хроніки-2»                       | «Северный ветер. Семейные хроники-2»                      | 2002 | Росія                    | Володимир Ярмошенко             | те ж          |
| 15 | «Діти війни»                                               | «Дети войны»                                              | 2001 | Росія                    | Тетяна Фурман, Наталья Сергеєва | те ж          |
| 16 | «Дихання життя»                                            | «Дыхание жизни»                                           | 2002 | Росія                    | Анатолій Балуєв                 | те ж          |
| 17 | «Непередбачуваний антракт»                                 | «Непредвиденный антракт»                                  | 2002 | Росія                    | Берт Бзаров, Теміна Туаєва      | те ж          |
| 18 | «Дезертир»                                                 | «Дезертир»                                                | 2002 | Росія                    | Сергій Босенко                  | те ж          |
| 19 | «Сука»                                                     | «Сука»                                                    | 2001 | Росія                    | Ігор Волошин                    | те ж          |
| 20 | «Історія Маріни»                                           | «История Марины»                                          | 2001 | Росія                    | Олександр Бруньковський         | те ж          |
| 21 | «Від'їзд збірного загону Свердловської міліції з Грозного» | «Отъезд сводного отряда Свердловской милиции из Грозного» | 2001 | Росія                    | Володимир Ярмошенко             | те ж          |